# FK Sewastopol
Der FK Sewastopol (russisch ФК Севастополь), früher auch FK SKTschF Sewastopol (anglisiert FC SKChF Sevastopol), ist ein Fußballverein aus Sewastopol, der größten Stadt auf der von Russland besetzten ukrainischen Halbinsel Krim. Der Verein ist der Nachfolgeverein des nach der russischen Annexion der Krim aufgelösten PFK Sewastopol. Nachdem der Verein zunächst Mitglied der Krim-Liga war, spielt der FK Sewastopol seit 2023 im regulären russischen Ligasystem mit.

## Geschichte
In der Zeiten von Sowjetunion gab es schon einen Verein mit Namen SKChF Sewastopol, dieser wurde 1964 gegründet und Anfang der 1970er-Jahre aufgelöst. Die Abkürzung SKChF bedeutet (russisch Спортивный клуб Черноморского флота), deutsch Sportklub der Schwarzmeerflotte. Der Verein PFK Sewastopol existierte von 2002 bis 2014. Der im Juni 2014 gegründete Verein FC SKChF Sewastopol wurde nach russischen Gesetzen etabliert. Im August 2014 wurde der Klub in die russische 2. Fußball-Division aufgenommen. Daraufhin sperrte die UEFA die Vereine von der Krim. Auf der Krim wurde daraufhin eigenständige Liga neu gegründet in der die die besten acht Vereine der Krim spielen und die der UEFA direkt unterstellt ist.
Nachdem die Aufnahme in die Perwenstwo PFL zur Saison 2022/23 noch gescheitert ist, wurde der FK Sewastopol zur Saison 2023 in die reformierte viertklassige 2. Liga Division B aufgenommen. Der FK Sewastopol wurde der Gruppe 1.1 zugeordnet. Als Tabellenvierter verfehlte man die Qualifikation für die Aufstiegsrunde nur knapp mit einem Punkt Rückstand auf den qualifizierten Dritten Rubin Jalta. Die folgende Relegationsrunde schloss Sewastopol als Tabellenerster ab und spielt auch in der Saison 2024 in der Division B.

## Stadion
Der FK Sewastopol trägt seine Heimspiele im Sevastopol Sports Complex in Sewastopol aus. Es bietet Platz für 5.864 Zuschauer.

## Erfolge
- Meister der Krim-Liga (4): 2017, 2019, 2021, 2022
- Sieger des Krim-Pokals (1): 2019
- Sieger des Supercups der Krim (3): 2018, 2022, 2023

## Zweite Mannschaft
Die zweite Mannschaft des FK Sewastopols nimmt an der Sodruschestwo-Liga, einer Liga für Mannschaften aus den von Russland annektierten ukrainischen Gebieten, teil.